# Гласът на Русия
„Гласът на Русия“ (на руски: Голос России) е държавна радиостанция на Русия, мултимедийна компания, която излъчва радиопредавания за чужбина от 29 октомври 1929 г. Тя е наследник на съветската радиостанция Радио Москва, преобразувана в руска компания през 1993 г. след разпада на Съветския съюз (декември 1992).
Днес „Гласът на Русия“ работи в Интернет на руски и на още 38 други езика. Към сайта на „Гласът на Русия“, който съдържа повече от 500 раздела, се обръщат посетители от 110 страни. На потребителите им е достъпно излъчването по спътникова връзка чрез мобилни телефони, файлове в аудио-, видео- и мултимедиен формат. Излъчването на радиопредавания на български език се води от април 1941 г. От април 2009 г. се осъществява Интернет-излъчване.
Задачите на компанията са да предоставя на аудиторията своевременна, точна и достоверна информация за събитията в света, да запознава световната общност с живота в Русия, а също така да води диалог със сънародниците в чужбина, да съдейства за популяризиране на руската култура и руския език.

## Девиз
„Ние говорим с целия свят“

## Информация
Адрес: 115326, Москва, ул. „Пятницкая, 25 стр. 1.
Председател – Андрей Георгиевич Бистрицкий.
|  | Тази страница частично или изцяло представлява превод на страницата Voice of Russia в Уикипедия на английски. Оригиналният текст, както и този превод, са защитени от Лиценза „Криейтив Комънс – Признание – Споделяне на споделеното“, а за съдържание, създадено преди юни 2009 година – от Лиценза за свободна документация на ГНУ. Прегледайте историята на редакциите на оригиналната страница, както и на преводната страница, за да видите списъка на съавторите. ВАЖНО: Този шаблон се отнася единствено до авторските права върху съдържанието на статията. Добавянето му не отменя изискването да се посочват конкретни източници на твърденията, които да бъдат благонадеждни. |